# Трестија (Вранча)
Трестија (рум. Trestia) насеље је у Румунији у округу Вранча у општини Думитрешти. Oпштина се налази на надморској висини од 416 m.

## Становништво
Према подацима из 2002. године у насељу је живело 216 становника, од којих су сви румунске националности.